# Rebelión indígena de Costa Rica de 1709
La rebelión indígena, levantamiento o revuelta indígena de 1709, también conocida como revuelta de Pablo Presbere por su más icónico líder, fue un conflicto étnico durante el período colonial costarricense en donde los indígenas bribris, cabécares y terbis acaudillados por dos caciques indígenas: el bribri Pabru Presbere y el cabécar Comesala, se enfrentaron al poder español.
El motivo del levantamiento indígena de 1709 fue la intercepción, por parte de Presbere, de una carta en la que se daba orden de desarraigar a los indígenas de Talamanca de sus tierras y trasladarlos, por la fuerza, a los poblados de Boruca, Chirripó y Teotique. Reunido secretamente en Suinse con el líder de los cabécares, Comesala, ambos jefes organizaron sigilosamente el acopio de lanzas fabricadas con madera endurecida al fuego y rodelas (escudos) de cuero.
El 28 de setiembre de 1709, al mando de un grupo de cabécares y teribes, y aliado al jefe cabécar Comesala, Presbere atacó el convento de Urinama, donde murieron fray Pablo de Rebullida - quien tenía 15 años de residir en Talamanca y hablaba siete idiomas indígenas - y dos soldados. Rebullida murió de una lanzada y su cadáver fue decapitado, pues entre estos indígenas apropiarse de la cabeza de un enemigo significaba apropiarse de los poderes que este tenía en vida. Luego de atacar Urinama, el ejército de Presbere se dirigió hacia Chirripó, donde fue muerto otro fraile, Antonio de Zamora, dos soldados, una mujer y su hijo, así como algunos indígenas acólitos de los frailes. Siguieron su camino hacia Cabécar, donde murieron cinco soldados españoles, mientras que los dieciocho restantes huyeron hacia Tuis, a doce leguas de Cartago, donde intentaron resistir, pero luego optaron por seguir hacia Cartago. Los indios en armas quemaron catorce iglesias fundadas por los misioneros, los conventos y casas de cabildo, y destruyeron las imágenes y objetos sagrados de los frailes, pues estos eran símbolo de la amenaza que representaban a su orden tradicional.
Las autoridades de Cartago decidieron efectuar una expedición de castigo. El gobernador y capitán general de la provincia de Costa Rica, Lorenzo Antonio de Granda y Balbín, solicitó a la Audiencia de Guatemala el envío de 75 armas de fuego, cien armas blancas, 800 libras de pólvora, 4 mil balas y 4 mil pesos. Se organizó en Cartago, en febrero de 1710, un ejército de 200 hombres que atacó Talamanca por dos flancos, utilizando el poblado de San José Cabécar como cuartel general. Presbere fue a refugiarse a la aldea de Viceita con toda su gente, y tras una dura refriega, finalmente los viceitas se vieron forzados a entregarlo. Se capturó a Presbere, a los jefes indígenas de Talamanca Siruro, Bocri, Iruscara, Bettuqui y Dapari, y a 700 indígenas, tras un mes de búsqueda por las montañas. El otro líder de la revuelta, Comesala, logró escapar. El 1 de julio de 1710 Presbere fue sentenciado a morir arcabuceado, ya que Costa Rica no contaba con verdugo para aplicar la cruel muerte típica de la época colonial llamada «garrote vil», la cual consistía en que al preso se le sentaba en una silla para aplicarle un torniquete en el cuello al cual se le daba vuelta lentamente. Se le atribuyó el cargo de rebeldía al Rey.
Cabe destacar que del total de los 700 indígenas capturados, para su uso como esclavos, a su llegada a Cartago el número fue de 500, mientras que 200 murieron en el camino o escaparon. Nueve años después de su captura, el gobernador de Costa Rica informaba que de estos 500, 300 habían muerto a causa de la viruela y el sarampión.

## En la ficción
La novela Asalto al Paraíso de la escritora Tatiana Lobo relata los eventos de esta revuelta desde la perspectiva de un inmigrante español como una forma de ficción histórica.